# Automeris junonia
Automeris junonia är en fjärilsart som beskrevs av Walker 1866. Automeris junonia ingår i släktet Automeris och familjen påfågelsspinnare. Inga underarter finns listade i Catalogue of Life.